# Arsago Seprio
Arsago Seprio (Arsàgh in dialetto varesotto, AFI: /arˈsɑːk/, e semplicemente Arsago fino al 1948) è un comune italiano di 4 723 abitanti della provincia di Varese in Lombardia.

## Storia
Da Arsago Seprio, in epoca romana, passava la via Severiana Augusta, strada romana consolare che congiungeva Mediolanum (la moderna Milano) con il Verbannus Lacus (il Lago Verbano, ovvero il Lago Maggiore, e da qui al passo del Sempione (lat. Summo Plano). In epoca romana da Arsago Seprio passava anche la via Novaria-Comum, strada romana che metteva in comunicazione i municipia di Novaria (Novara) e Comum (Como) passando per Sibrium (Castel Seprio).
Arnolfo II da Arsago  – Milano, 25 febbraio 1018) fu arcivescovo di Milano dal 998 al 1018.
Arnolfo II proveniva dalla nobile famiglia dei signori di Arsago Seprio. Suo padre fu Dagiberto da Arsago, mentre suo fratello Landolfo divenne nel 1003 vescovo di Brescia.
Uomo di grande cultura, Arnolfo II fu con tutta probabilità il committente dell'opera anonima d'epoca "De situ civitatis Mediolani", nella quale Milano viene descritta come una grande e prospera città; la sua influenza è ricordata nella dedica del proemio.
Nel 1001 si recò personalmente via nave a Costantinopoli con un sontuoso seguito per prelevare la principessa Zoe, promessa in moglie a Ottone III di Sassonia. In quell'occasione gli fu donato un serpente di bronzo che si credeva fosse quello tramutato in pietra da Mosè e che ancora oggi si trova nella Basilica di Sant'Ambrogio. Zoe era appena sbarcata a Bari quando Ottone III morì.
In epoca medioevale la città divenne capoluogo dell’omonima pieve ecclesiastica, sotto la pieve di Somma. Nel 1129 venne annessa ai territori dei Visconti, famiglia alla quale appartenne fino al 1751.
Nel 1809 Casorate Sempione e Mezzana Superiore furono temporaneamente annesse ad Arsago, mentre dal 1811 fu la stessa Arsago ad essere annessa a Somma fino al 1829, data del primo consiglio comunale. Nel 1869 furono nuovamente annesse Casorate, Mezzana e Besnate. Quest'ultima si staccò da Arsago solamente nel 1872, mentre le altre due nel 1901.

### Simboli
Lo stemma e il gonfalone del comune di Arsago Seprio sono stati concessi con decreto del presidente della Repubblica del 26 maggio 1984.
Il gonfalone è un drappo di rosso.

## Monumenti e luoghi d'interesse

### Architetture religiose

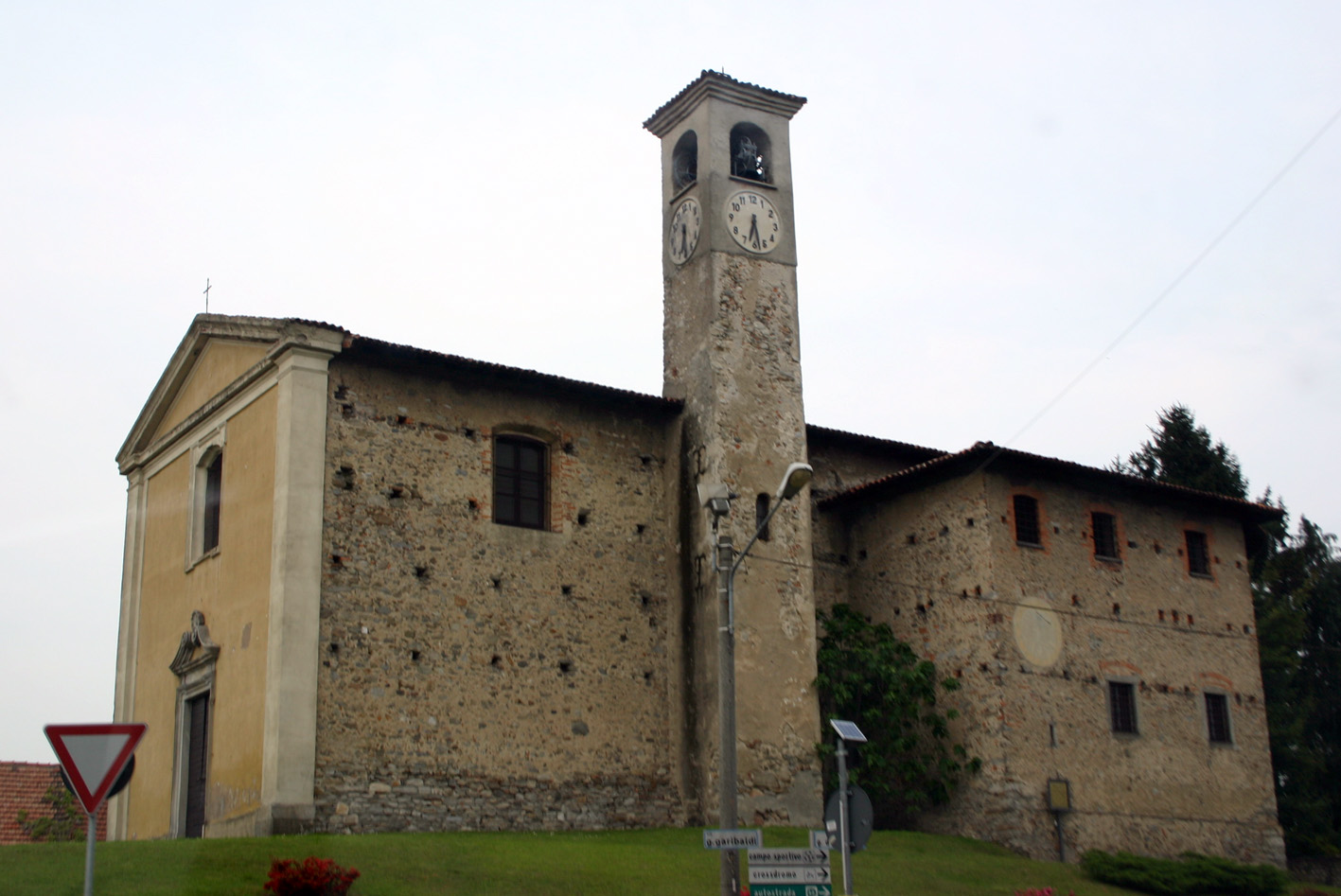

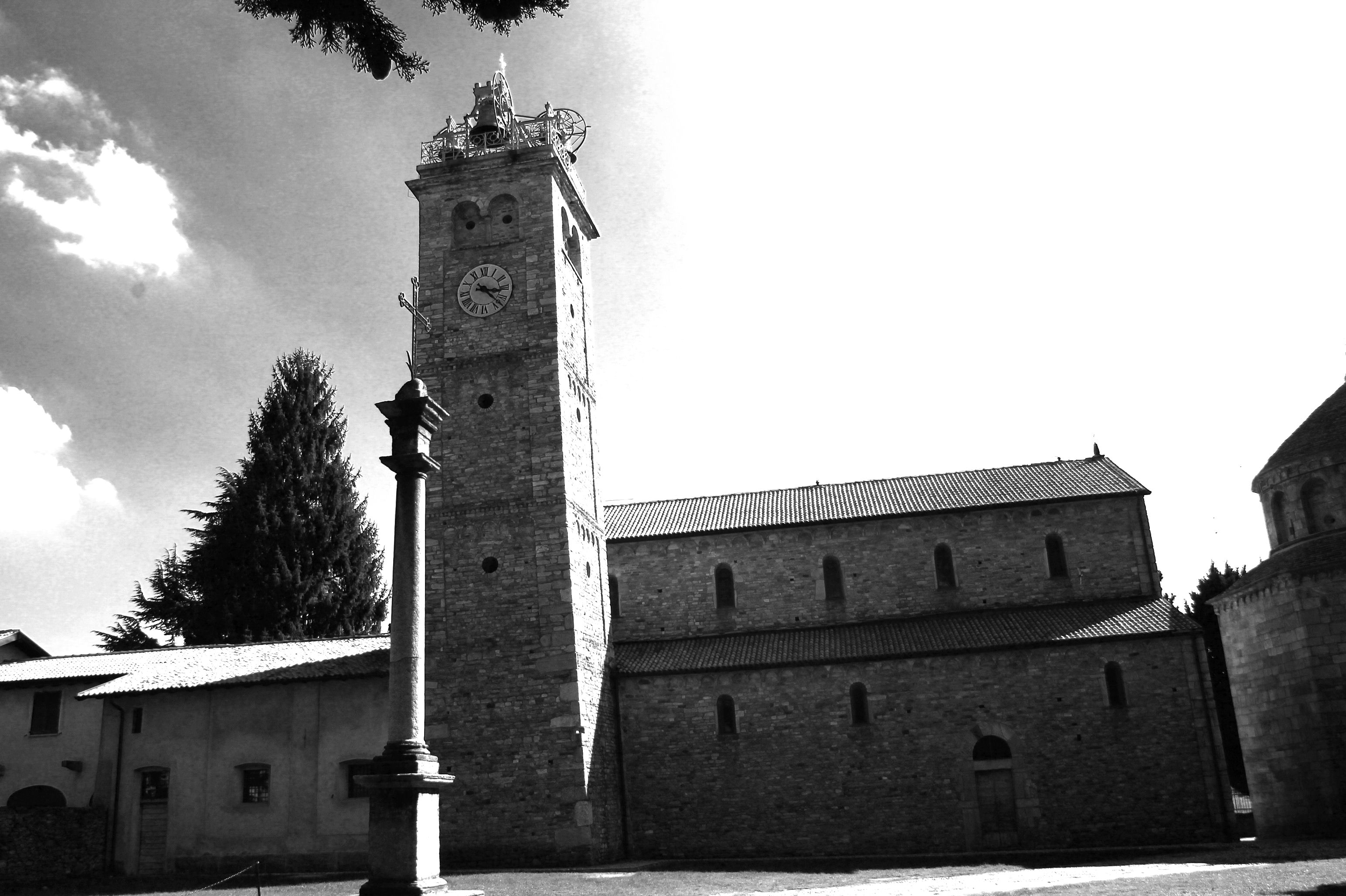
Basilica di San Vittore

- La basilica di San Vittore, risalente al IX secolo, dalle linee romaniche, che costituisce assieme al battistero, costruito successivamente (XI secolo), un centro artistico di pregevole interesse.
- L'oratorio dei Santi Cosma e Damiano.
- La chiesa romanica di Santa Maria in Monticello.

## Società

### Evoluzione demografica
- 600 abitanti nel 1751
- 653 nel 1805

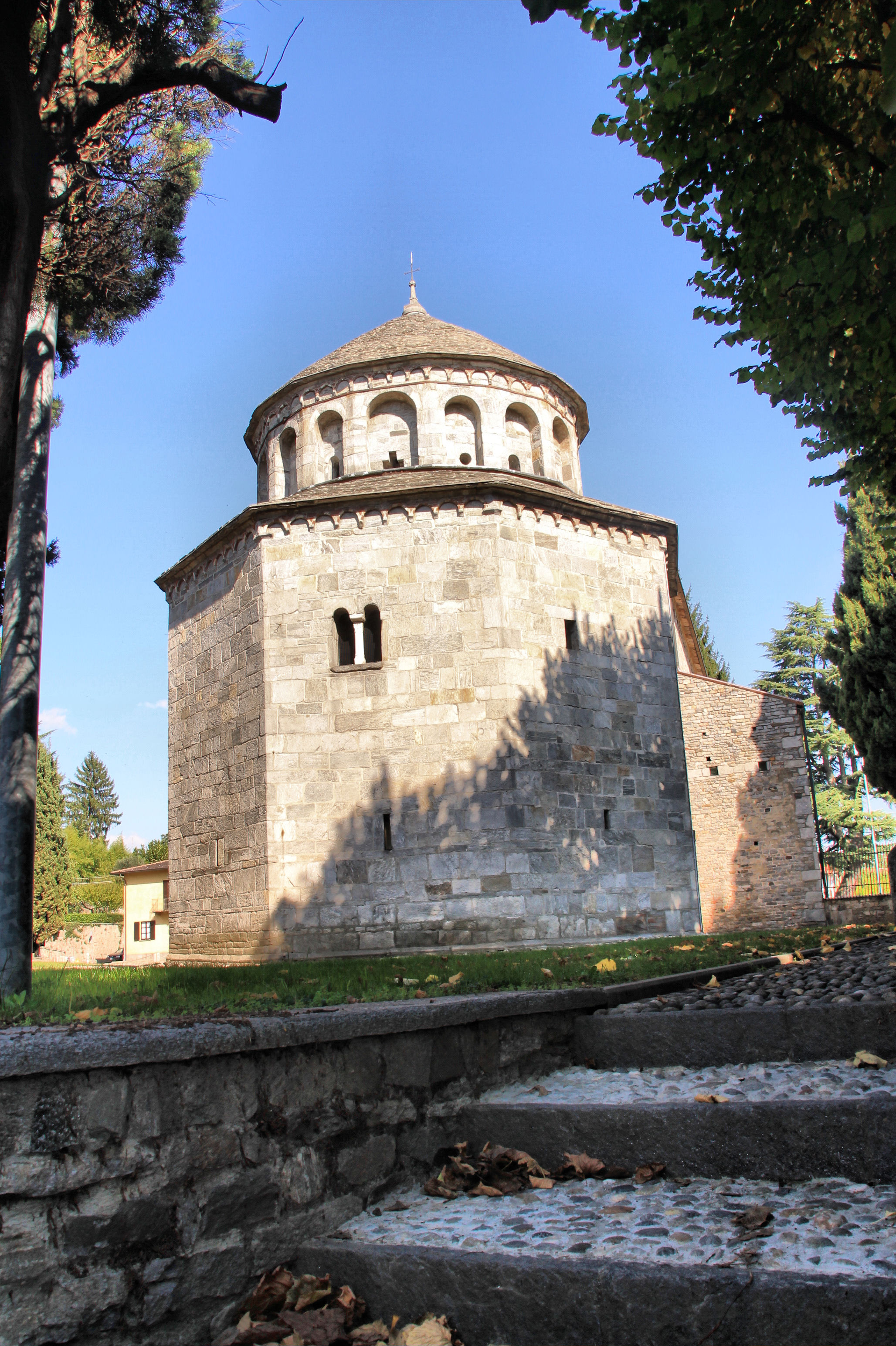
Battistero di San Giovanni

- 1 617 nel 1809 per temporanea annessione di Casorate e Mezzana
- annessione a Somma nel 1811
- 1 022 nel 1853

Abitanti censiti

## Cultura

### Musei
- Civico Museo Archeologico e Collezione Paleontologica "G.C. Politi".

## Amministrazione
Il primo consiglio comunale di Arsago fu eletto nel 1829. Nel 1869 ad Arsago furono annesse Besnate e Casorate, come Mezzana Superiore nel 1870. Besnate fu però staccata due anni dopo e le altre due frazioni nel 1901.

## Pieve di San Vittore
La pieve di San Vittore di Arsago, già esistente nell'ottavo secolo così come dimostrato da una pergamena conservata nella canonica, si ritiene da ricerche effettuate da diversi storici del gallaratese (vedi Melzi, Bellini, Sironi, Bombognini), che sia una delle prime pievi rurali della diocesi di Milano. Così come si legge in Storia di Milano di Alessandro Visconti, le prime pievi non furono costituite vicine alla città, ma bensì lontane per la necessità di stabilire un decentramento gerarchico di vigilanza. A tal fine si ritiene che le prime pievi diocesane furono quelle di Arcisate, Casorate Primo, Corbetta, Missaglia, Porlezza e Varese e appunto Arsago. In seguito, la pieve di Gallarate si distaccò dalla pieve di Arsago attorno al 1050, e in seguito quella di Mezzana, e da essa la pieve di Somma nel secolo XIII. In tal modo si spiega come in così brevi distanze, possano esistere quattro pievi. L'attribuzione ad Arsago di prima pieve originaria si rafforza anche dalla dedicazione della basilica a San Vittore già in uso nel IV secolo, dopo la morte di Vittore, e prima dell'elezione a vescovo di Ambrogio.
Dal prevosto di Arsago dipendevano le seguenti parrocchie:
- San Siro di Albusciago,
- Beata Vergine Assunta e Sant'Ilario di Casorate Sempione,
- Santo Stefano di Castelnovate,
- Beata Vergine Assunta di Crugnola,
- San Vincenzo martire di Menzago,
- Sant'Alessandro di Montonate,
- San Michele arcangelo di Mornago,
- Santi Pietro e Paolo di Quinzano San Pietro,
- San Lorenzo martire di Sumirago,
- Santi Gaudenzio e Biagio di Vinago,
- San Giulio di Vizzola Ticino.